# Henry Wittenberg
Henry Wittenberg, né le 18 septembre 1918 à Jersey City et mort le 9 mars 2010, est un lutteur américain spécialiste de la lutte libre.

## Carrière
Henry Wittenberg participe aux Jeux olympiques d'été de 1948 à Londres et remporte la médaille d'or dans la catégorie de poids mi-lourds. Quatre ans plus tard, lors des Jeux olympiques d'été de 1952 à Helsinki, il remporte la médaille d'argent dans la même catégorie.